# Mariano Martins Lisboa Neto
Mariano Martins Lisboa Neto foi um político brasileiro.
Foi governador do Maranhão, de 25 de fevereiro a 29 de junho de 1909.